# Oligoxystre rufoniger
Oligoxystre rufoniger là một loài nhện trong họ Theraphosidae.
Loài này thuộc chi Oligoxystre. Oligoxystre rufoniger được miêu tả năm 2007 bởi Guadanucci.